# شن یو (بازیگر)
شن یو (چینی ساده: 沈月؛ زادهٔ ۲۷ فوریه ۱۹۹۷) بازیگر، خواننده و مدل اهل چین است. او به خاطر ایفای نقش اصلی در مجموعه‌های تلویزیونی مختلفی از جمله: عشق زیباست (۲۰۱۷)، باغ شهاب‌سنگ (۲۰۱۸) و ستاره‌های شانست را بشمار (۲۰۲۰) شناخته می‌شود.

## اوایل زندگی
شن یو زادهٔ ووگانگ، شاویانگ، استان هونان، چین است. او در سال ۲۰۱۴، در دانشگاه نرمال هونان در رشتهٔ روزنامه‌نگاری و ارتباطات تحصیل کرده‌است. او همچنین در سال ۲۰۱۴، یک کارآموز در هونان تی‌وی بود. در طی سال دوم دانشگاه، دوست عکاس شن یو عکسی را از او در فضای مجازی منتشر کرد که توجه نمایندهٔ آیندهٔ شن یو را به خود جلب کرد.